# Мілево-Швейкі
Мілево-Швейкі (пол. Milewo-Szwejki) — село в Польщі, у гміні Красне Пшасниського повіту Мазовецького воєводства.
Населення — 198 осіб (2011).
У 1975-1998 роках село належало до Цехановського воєводства.

## Демографія
Демографічна структура станом на 31 березня 2011 року:
|          | Загалом | Допрацездатний вік | Працездатний вік | Постпрацездатний вік |
| -------- | ------- | ------------------ | ---------------- | -------------------- |
| Чоловіки | 104     | 28                 | 66               | 10                   |
| Жінки    | 94      | 23                 | 53               | 18                   |
| Разом    | 198     | 51                 | 119              | 28                   |